# 南关街道 (固原市)
南关街道，是中华人民共和国宁夏回族自治区固原市原州区下辖的一个乡镇级行政单位。

## 行政区划
南关街道下辖以下地区：
南寺巷社区、中心路社区、工农巷社区、宋家巷社区、中山南街社区、军民路社区、清河路社区、政府巷社区、西湖路社区、南关社区、峡口社区、青石峡社区、羊坊社区和东红社区。